# عصر پادشاهان (بازی ویدئویی)
بازی آنلاین عصر پادشاهان یک بازی بین‌المللی آنلاین است که در استودیو بازی سازی توسعه سامان تولید شده‌است و هم‌اکنون نگارش انگلیسی و فارسی آن در اینترنت قابل دسترس بوده و نسخه‌های ایتالیایی و عربی نیز به زودی منتشر خواهند گردید. 
برای ورود به این بازی آنلاین، بازیکنان نیاز به دانلود هیچ نرم‌افزاری ندارند. کافیست که وارد سایت عصر پادشاهان شده و برای خود یک اکانت درست کنند.
این بازی بر روی کلیه مرورگرهای معروف همچون فایرفاکس، اپرا، اینترنت اکسپلورر، سافاری و تبلت‌های آیپد و سامسونگ گلکسی تب و اسمارت فون‌های آیفون، سامسونگ و اچ تی سی بدون مشکل قابل اجرا می‌باشد و با آن‌ها سازگاری کامل دارد.
این بازی رایگان در سبک تاریخی-نظامی و بر اساس یک داستان تخیلی تاریخی تولید شده‌است. در این بازی بازیکنان به عنوان یک فرمانده باید سعی کنند با ایجاد امپراتوری قدرتمند و ارتشی عظیم به مبارزه با حریفان برخیزند.
در این میان جنگ‌هایی بزرگ شکل خواهد گرفت و بازیکنان، با شکست حریفان و شهرهای خود بازی (گینگزها)نام خود را در کتیبه جاودان قهرمانان ثبت کرده و به جوایز نقدی هر دوره از بازی دست می‌یابند.
پس از اتمام ۳۲مین سرور عصرپادشاهان سرورهای نبرد جهانی آغاز شد که در آن بازیکنان از کشورهای مختلف با هم به رقابت می‌پردازند. در حال حاضر این بازی، یکی از برترین بازی‌های آنلاین ایرانی است.

## داستان بازی
امپراطوری های مختلفی در قالب اکانت های مختلف بازیکنان،هریک در جاهای مختلف نقشه حضور دارند که اطراف آنها شهرها و اردوگاه های گینگزها(اقوام ساخته خود بازی)حضور دارند و میتوانند با تسخیر شهرها بر تعداد شهرهای خود بیفزایند و با فتح اردوگاه های حاوی جایزه،از جایزه نقدی و غیرنقدی بهره مند شوند.همچنین میتوانند با غارت اکانت های دیگر زودتر به پیشرفت برسند.در این بازی چهار عنصر مختلف تعیین کننده هستند:گندم،چوب،سنگ،آهن و از سکه برای قابلیت های ویژه استفاده میشود.حدودا هر 20 روز سرور جدیدی به بازی می آید و هر سرور تا مدت معلومی "بستگی به نوع سرور"ادامه دارد و با فتح و آرشیو کتیبه جاودان توسط یک بازیکن یک سرور به اتمام میرسد.اگر هیچ بازیکنی در طول سرور نتواند کتیبه را فتح کند بازی بدون برنده به اتمام میرسد البته تا کنون این اتفاق نیافتاده زیرا نیروسازی در حدی است که در هر سرور بازی 10 ها بار کتیبه جاودان را میتوان ارشیو کرد.